# Сан Данијеле дел Фријули
Сан Данијеле дел Фријули је насеље у Италији у округу Удине, региону Фурланија-Јулијска крајина.
Према процени из 2011. у насељу је живело 6700 становника. Насеље се налази на надморској висини од 216 м.

## Становништво
Према резултатима пописа становништва 2011. у општини је живело 8.072 становника.
| 2011. |
| ----- |
| 8.072 |

## Партнерски градови
- Millstatt, Алткирх, Херсбрук